# Empório
Empório är en ort i Grekland.   Den ligger i prefekturen Nomós Kozánis och regionen Västra Makedonien, i den norra delen av landet, 300 km nordväst om huvudstaden Aten. Empório ligger 769 meter över havet och antalet invånare är 1 033.
Terrängen runt Empório är kuperad åt sydväst, men åt nordost är den platt. Runt Empório är det ganska tätbefolkat, med 70 invånare per kvadratkilometer. Närmaste större samhälle är Ptolemaida, 10,6 km öster om Empório. Trakten runt Empório består till största delen av jordbruksmark.